# Максимовская икона Божией Матери
Максимовская икона Божией Матери — икона Богородицы, почитаемая в Русской православной церкви чудотворной. Написана около 1299—1305 годов на основе видения святителя Максима, митрополита Киевского и всея Руси, перенёсшего свою кафедру из Киева во Владимир.
Заказчиком иконы являлся митрополит Максим, который также изображён на иконе. В России икона является самым ранним примером изображения на ней её заказчика в лице архиерея и другого духовного лица. Празднование иконе совершается 18 апреля (по юлианскому календарю).

## История
Предание о видении митрополита Максима, ставшее основой для написания образа, сохранилось в надписи на иконе:

Сей святый и чудотворный образ Пресвятыя Богородицы написан бысть в лето 6807 по видению Максима, митрополита Владимирского и всея России чудотворца, родом грека, по пришествии его из Киева во Владимир, когда он от путнаго шествия в келлии своей мало уснув, абие видит, аки яве, свет велик и необычен, и в том свете явися ему Пречистая Дева Богородица, держащи на руку Предвечнаго Младенца, и глаголя: рабе Мой, Максиме, добре пришел еси семо посетити град Мой, и подаде ему омофор, глаголя: прими сей омофор, и паси во граде Моем словесныя овцы; он же прием, возбудися от сна, и в келлии никого не виде, а омофор обретеся в руце его. Он же страхом объят бысть на мног час, абие поведа великому князю Андрею, и построиша ковчег злат, и положиша на него той омофор, и прославися сие чудо по всей русской земле и в Палестине, и повеле написати сей образ тем подобием, якоже виде Максим.

По преданию, омофор, полученный Максимом от Богородицы, хранился во Владимирском Успенском соборе в золотом ковчеге 112 лет. В 1412 году при нашествии на город войска татарского царевича Талыча он был спрятан в тайнике ключарем собора Патрикием, который отказался указать татарам место, где спрятал омофор, за что был ими бесчеловечно умерщвлён. В последующие годы предпринимались попытки найти реликвию, но они оказались безуспешными.
Согласно описям Успенского собора Владимира конца XVII века, Максимовская икона находилась в этом соборе в местном ряду иконостаса, затем, в начале XVIII века, была перенесена к гробнице святителя Максима, а во второй половине XIX века уже находилась над самим погребением святителя.
В 1790 году икона была украшена чеканным серебряным с позолотой окладом с жемчужным убрусом.
На рубеже XIX и XX веков был выполнен список с Максимовской иконы в размер оригинала. В настоящее время он находится в Успенском соборе Владимира над гробницей святителя Максима.

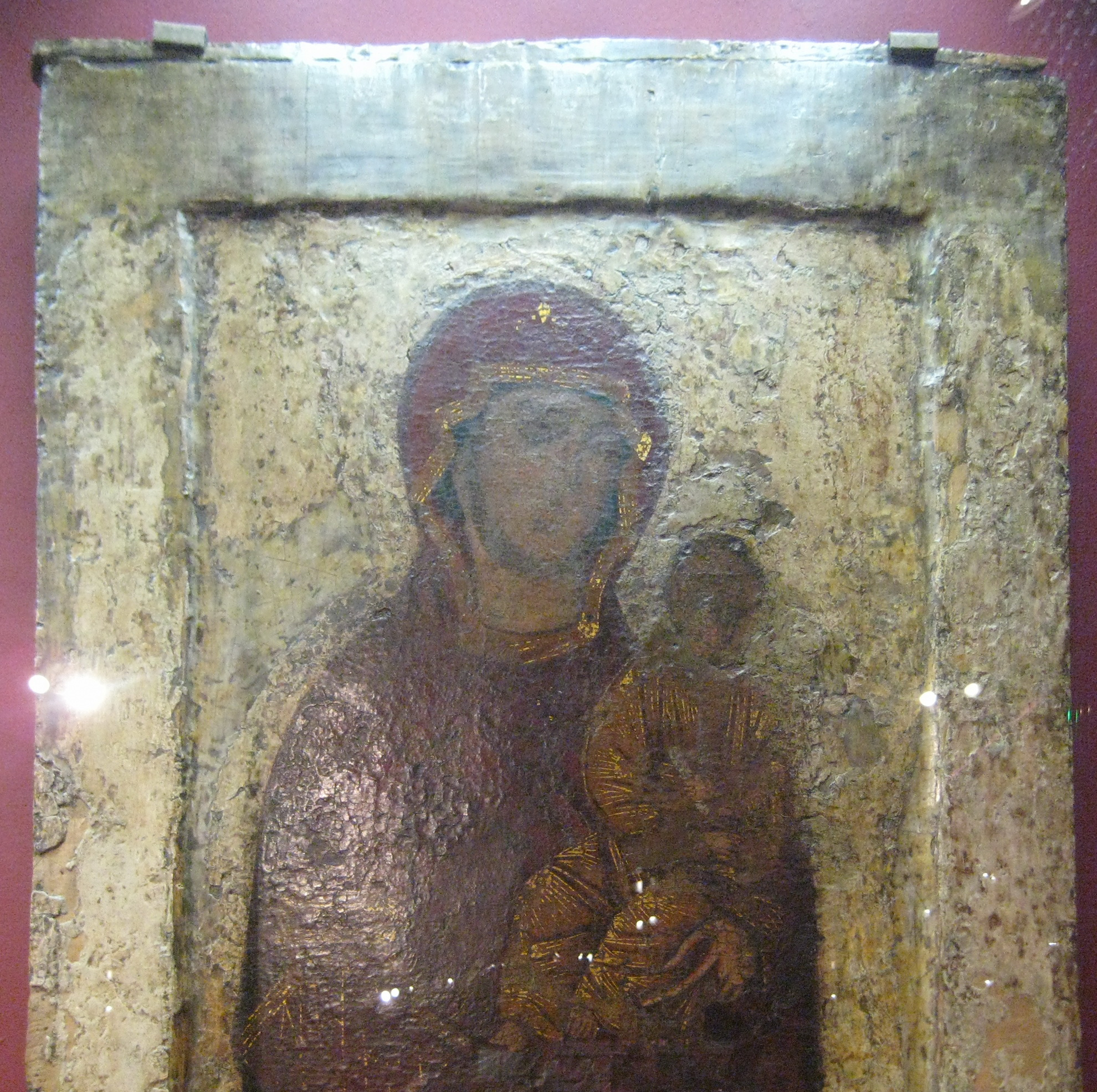

В 1918 году была выполнена реставрация Максимовской иконы под руководством искусствоведов А. И. Анисимова, В. Т. Георгиевского и И. Э. Грабаря. После укрепления иконы в ходе расчистки обнаружили два слоя прописей, датированных XVI—XVII и XVIII веками.
Около 1920 года после закрытия собора Максимовская икона поступила в собрание Владимиро-Суздальского музея-заповедника, в котором находится и в настоящее время. В 1961—1967 годах была выполнена повторная реставрация иконы, проводившаяся В. П. Малышевым и А. Н. Барановой. Эта реставрация получила неоднозначную оценку специалистов. Так профессор В. Н. Лазарев характеризовал состояние иконы как очень плохое и отмечал её грубую реставрацию.
В 2010 году в рамках проведения года России во Франции Максимовская икона была выставлена в Наполеоновских залах Лувра в рамках экспозиции «Святая Русь».

## Иконография

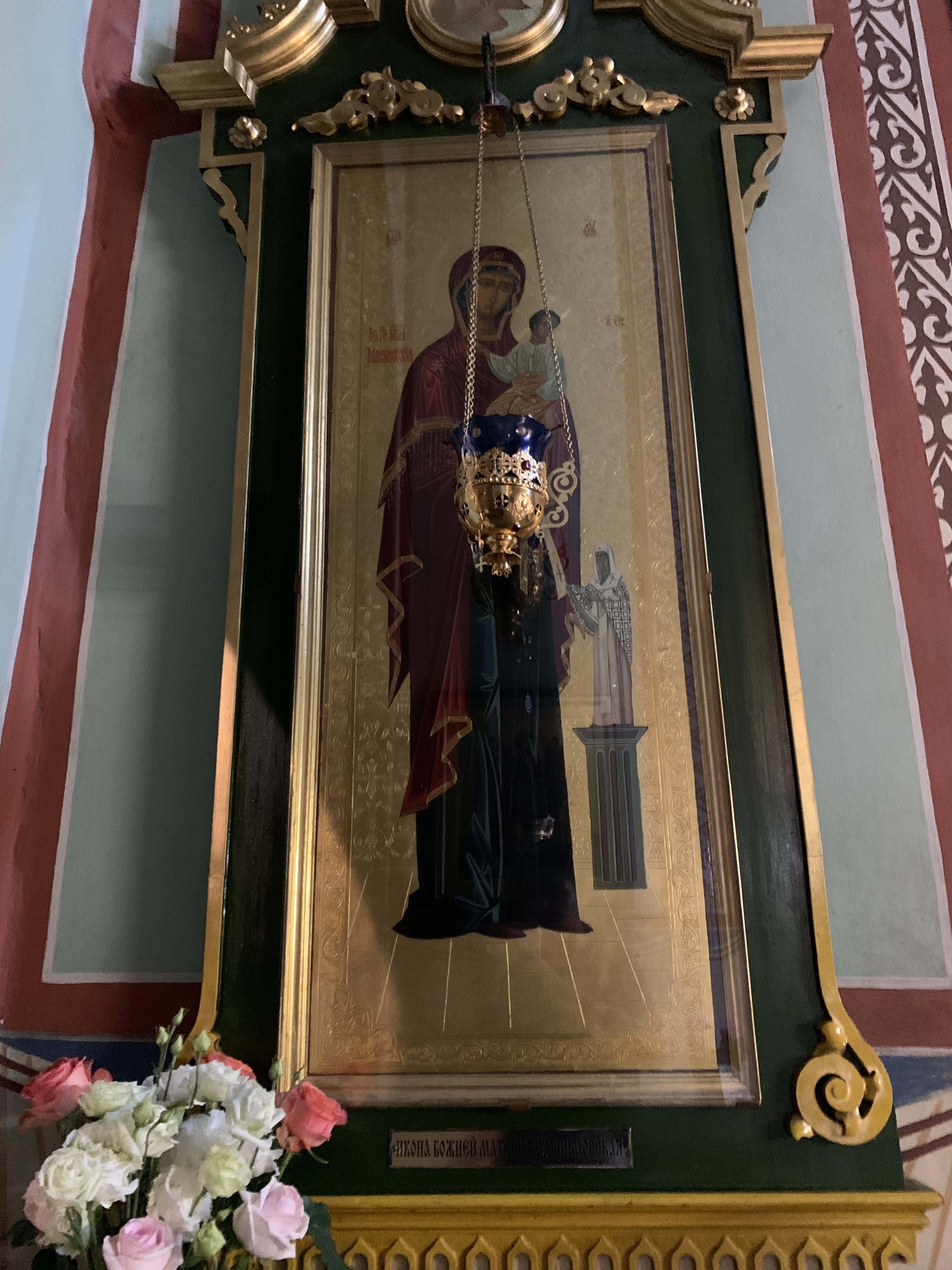
Современный список иконы в Успенском соборе города Владимир

Максимовская икона относится к иконописному типу Одигитрия. Размер иконы 165 × 66,3 см. Богородица изображена в полный рост с Богомладенцем на левой руке. Правой рукой Богородица подаёт омофор святителю Максиму, стоящему у её ног на небольшой башенке. Лик младенца Иисуса обращён к митрополиту Максиму.